# Hoegaarden
Hoegaarden (/ˈɦuɣaːrdə(n)/) là một đô thị trong tỉnh Vlaams-Brabant, Flanders, một trong ba vùng của Bỉ. Đô thị này bao gồm the villages of Hoegaarden, Meldert và Outgaarden. Tại thời điểm ngày 1 tháng 1 năm 2006, Hoegaarden có tổng dân số 6.225 người. Tổng diện tích là 33,93 km² với mật độ dân số là 183 người trên mỗi km².
Hoegaarden là nơi đóng cơ sở của Hoegaarden Brewery. Tháng 12 năm 2005, người ta đã quyết định sẽ đóng cửa nhà máy ở Hoegaarden và dời đến nhà máy Jupille phía nam Bỉ. Tuy nhiên, kế hoạch này bị bãi bỏ.

## Dân địa phương nổi tiếng
- Pierre Celis, người sáng lập Hoegaarden và Celis